# Aeroportul Internațional Teniente Benjamín Matienzo
Aeroportul Internațional Teniente Benjamín Matienzo (IATA: TUC, ICAO: SANT) este un aeroport din Provincia Tucumán, Argentina ce deservește zona Provincia Tucumán. Aeroportul a fost tranzitat în decembrie 2022 de 68.722 de pasageri. A fost deschis în 1986.
Situat la o altitudine de 455 m, aeroportul dispune de o singură pistă. Este operat de Aeropuertos Argentina⁠(d).